# Ad-Dawadimi
Ad-Dawadimi (arabisch الدوادمي, DMG ad-Dawādimī) ist eine Stadt im Zentrum Saudi-Arabiens und der Arabischen Halbinsel. Sie liegt im Westen der Provinz Riad, die Teil der Region Nadschd ist.
Bei der Volkszählung 2022 betrug die Bevölkerungszahl des Kreises ad-Dawadimi 200.620 Einwohner, die Kernstadt hat 86.861 Einwohner (Stand 2022).

## Klima
Das Innere der Arabischen Halbinsel und damit auch das Gebiet um ad-Dawadimi hat heißes und trockenes Klima. Nach der Klimaklassifikation nach Köppen und Geiger wird es als BWh klassifiziert.

## Verkehr
Ad-Dawadimi liegt an der Route 50. Die Hauptstadt Riad liegt gut 300 Straßenkilometer weiter östlich. Die Städte Unaiza und Buraida in der Provinz al-Qasim liegen 230 bzw. 270 Straßenkilometer weiter nördlich.
Über den Flughafen ad-Dawadimi besteht Anbindung an das nationale Flugnetz.